# 恋するナポリタン 〜世界で一番おいしい愛され方〜
『恋するナポリタン 〜世界で一番おいしい愛され方〜』（こいするナポリタン せかいでいちばんおいしいあいされかた）は、2010年9月11日公開の日本映画。

## 概要
少し切ないハートフル・ファンタジー・ラブストーリー。テレビディレクターとして活躍する村谷嘉則の初監督作品。主演は相武紗季、EXILEのMAKIDAIこと眞木大輔、塚本高史。劇中のヘルシーイタリアンはマドンナのプライベートシェフも務めたマクロビオティックの西邨マユミが監修し40品以上のオリジナル料理が登場する。ぴあ初日満足度ランキング（ぴあ映画生活調べ）では第3位と好評価されている。
キャッチコピーは「最近、好きって言われましたか?」「『好き』って言われて、初めて自分を好きになれた気がする。」。

## あらすじ
イタリアンシェフの田中武は幼なじみの佐藤瑠璃の留守録メッセージを聞き、瑠璃に想いを伝えようと彼女の元へ向かう途中、ピアニストの槙原佑樹の事故に巻き込まれて亡くなってしまう。佑樹は一命を取り留めたと思われたが、なぜか彼の体には武の記憶が宿っていた。加害者である佑樹が慣れ親しむ武の料理を作れる事に心許せない瑠璃であったが、彼の行動に次第に心を開いていく。

## キャスト
- 佐藤瑠璃 - 相武紗季（中学生時代：秋月三佳）
- 槇原佑樹 - 眞木大輔
- 田中武 - 塚本高史（中学生時代：岡山智樹）
- 槇原聡史 - 市川知宏
- 医師 - 茂木健一郎
- 槇原仁子 - 真琴つばさ
- 水沢譲治 - 市川亀治郎
- 槇原佑一郎 - 北大路欣也
- 舘形比呂一
- 紺野まひる（友情出演）

## スタッフ
- 企画・プロデューサー - 野間清恵
- 監督 - 村谷嘉則
- 脚本 - 鈴木勝秀
- マクロビオティック・コーチ - 西邨マユミ
- 音楽 - かみむら周平
- 主題歌 - エリック・マーティン「Love Is Alive」[1]
- 制作プロダクション - 日活撮影所
- 制作協力 - 共同テレビジョン
- 配給 - 日活
- 制作 - 『恋も仕事も腹八分目』フィルムパートナーズ

## その他

### 恋するおいしいレシピ
公開記念として専門チャンネル『食と旅のフーディーズTV』で2010年9月6日より配信の特別番組。ナビゲーターとして音楽ユニット・LOVEのSTEPHANIEとMISAKIが出演。
1. ナポリタン
2. 天使のオムライス
3. リゾット・ア・ラ・ジャポネーゼ
4. ズッパ・ディ・マーレ

### コラボ商品
- 美濃屋あられ製造本舗のあられ「横浜ナポリタン」